# Junge Mama
Junge Mama ist ein deutsches Stummfilmlustspiel aus der Joe-May-Produktion von 1921 mit dessen Tochter Eva May und dem Ungarn Michael Varkonyi in den Hauptrollen.

## Handlung
In dieser Mischung aus Verwechslungskomödie und Liebesgeschichte lernen sich zwei junge Menschen kennen, die sich jedoch aus Gründen familiärer Diskretionsanforderungen jeweils mit falschem Namen vorstellen. Denn die junge Witwe ist eine Gräfin namens Hella Gallehn und der junge Mann sogar ein veritabler Prinz namens Egon. Rasch finden beide aneinander Gefallen. Um herauszufinden, mit wem man es zu tun hat und wie sich die gesellschaftlichen Verhältnisse des Gegenübers darstellen, stellen sowohl Hella als auch Egon Nachforschungen an, die jedoch zu allerlei Verwirrungen führen. So steht bald der Verdacht im Raum, dass Gräfin Hella bereits eine, wie der Filmtitel verheißt, junge Mama ist, will sagen: einen unehelichen Sohn hat. Bis es zum Happy End und zur Aufklärung aller Missverständnisse kommt, muss das Paar noch so manches Hindernis überwinden.

## Produktionsnotizen
Junge Mama entstand im May-Atelier in Berlin-Weißensee, passierte die Filmzensur am 23. Mai 1921 und wurde vier Tage darauf in Berlins Tauentzienpalast uraufgeführt. Der Fünfakter besaß eine Länge von 1634 Metern und wurde mit Jugendverbot belegt.
Otto Hunte gestaltete die Filmbauten. Produzent May übernahm auch die künstlerische Oberleitung.

## Kritik
In der Neuen Kino Rundschau heißt es: „Das Ganze ist recht nett gespielt, das ländliche Milieu gut getroffen, wie auch die Photographie eine durchaus einwandfreie.“